# خسوس فورتس
خسوس فورتس (انگلیسی: Jesús Fortes؛ زادهٔ ۲۲ ژوئن ۱۹۹۷) بازیکن فوتبال اهل اسپانیا است.
از باشگاه‌هایی که در آن بازی کرده‌است می‌توان به باشگاه فوتبال لاس پالماس اشاره کرد.